# Dominique Mortemousque
Dominique Mortemousque, né le 2 juin 1950 à Nojals-et-Clotte et mort le 7 mai 2022 à Périgueux, est un homme politique français, membre de l'UMP puis de LR.

## Biographie
Agriculteur de profession, Dominique Mortemousque est adjoint au maire de 1988 à 1995 puis maire de Nojals-et-Clotte de 1995 à 2008. Il est élu en mars 1998 conseiller général du canton de Beaumont, renommé en canton de Beaumont-du-Périgord en 2001. Au mois de septembre de la même année, le maire de Périgueux Xavier Darcos le choisit comme suppléant pour les élections sénatoriales. Ils arrivent en tête avec 51,56 % des voix dès le premier tour, devant Bernard Cazeau, président socialiste du conseil général de l'époque. 
Dominique Mortemousque devient sénateur de la Dordogne le 8 juin 2002, en remplacement de Xavier Darcos, nommé ministre.
En mars 2008, il est élu maire de Beaumont-du-Périgord. Il est président de la communauté de communes du Pays beaumontois puis vice-président de 2008 à 2012.
Il est battu aux élections sénatoriales le 21 septembre 2008 par Claude Bérit-Debat (PS).
Le 17 juin 2012, il est battu au second tour des élections législatives par Brigitte Allain (EÉLV), dans la circonscription du Bergeracois (deuxième circonscription de la Dordogne).
Il est réélu maire de sa commune de Beaumont-du-Périgord lors des élections municipales de 2014 en Dordogne. Candidat aux élections départementales de 2015 en Dordogne dans le nouveau canton de Lalinde, il est battu au second tour face au binôme socialiste avec 44 % des voix, ce qui met un terme à dix-sept années de présence au conseil général de la Dordogne. Son ancien canton de Beaumont-du-Périgord n'étant peuplé que de 3 616 habitants en 2012, par rapport aux 18 467 du nouveau, le nouveau découpage ne lui était pas favorable.
Beaumont-du-Périgord fusionne avec trois autres communes pour former au 1er janvier 2016 la commune nouvelle de Beaumontois en Périgord dont il devient le premier maire.